# João Alpoim Borges do Canto
João Alpoim Borges do Canto (Angra do Heroísmo, 28 de Outubro de 1885 — Angra do Heroísmo, 3 de Fevereiro de 1959) foi um oficial do Exército Português que exerceu diversas funções políticas, entre as quais as de presidente da Câmara Municipal de Angra do Heroísmo (1927-1928), senador no Congresso da República (1922) e deputado à Assembleia Nacional do Estado Novo (1949-1957).

## Biografia
Após realizar os estudos preparatórios em Angra do Heroísmo, assentou praça como voluntário na Bateria n.º 1 de Artilharia de Guarnição, iniciando nesse ano a frequência do curso de Artilharia da Escola do Exército. Terminou o curso em 1908, sendo nesse ano promovido a alferes. Como oficial do Exército Português seguiu uma carreira militar que o levou a tenente (1912), capitão (1916), major (1930), tenente-coronel (1938) e finalmente coronel em 1940. Neste posto passou à reserva em 1943 e reformou-se em 1955.
Durante a sua carreira militar esteve colocado durante longos períodos em unidades militares e serviços situados em Angra do Heroísmo, nomeadamente entre 1908 e 1915 no Regimento de Infantaria n.º 25, então aquartelado na Fortaleza de São João Baptista do Monte Brasil, como comandante do destacamento de Angra do Heroísmo da Guarda Fiscal (entre 1915 e 1916), no Comando Militar dos Açores, então sediado no Palácio dos Capitães Generais de Angra do Heroísmo (entre 1919 e 1927 e em 1938), onde foi chefe de secretaria egovernador militar interino (1939), e entre 1939 e 1943 comandou o Batalhão Independente de Infantaria n.º 17, a unidade militar que ficou na Fortaleza de São João Baptista.
Apesar de ter permanecido longos períodos nos Açores, ainda assim participou nas operações contra os alemães em Moçambique durante a fase final da Primeira Guerra Mundial tendo sido ali em 1918 ferido em combate.
Para além das funções estritamente militares exerceu funções de confiança política como ajudante de campo do Delegado Especial do Governo da República nos Açores e chefe da secção militar da Repartição do Gabinete da mesma Delegação (1928).
Já como oficial na reserva, em 1945, colaborou com os serviços de censura militar à correspondência expedida ou recebida na ilha Terceira, particularmente em matérias relativas à presença das forças britânicas na ilha.
Na vigência da Primeira República Portuguesa, em 1922 foi eleito senador pelo círculo de Angra do Heroísmo. 
Após o Golpe de 28 de Maio de 1926 apoiou o Estado Novo, passando a dirigir a União Nacional em Angra do Heroísmo. Foi escolhido para deputado pelo círculo de Angra do Heroísmo nas legislaturas de 1949-1953 e 1953-1957. Foi presidente a Comissão Distrital da União Nacional de Angra do Heroísmo e Comandante Distrital da Legião Portuguesa de Angra do Heroísmo. 
Foi agraciado com os graus de Oficial da Ordem Militar de Avis (31 de dezembro de 1920), Cavaleiro da Ordem Militar de Cristo (12 de janeiro de 1931), Comendador da Ordem Militar de Avis (14 de novembro de 1931) e Grande-Oficial (6 de outubro de 1941) da Ordem Militar de Avis.